# Azzedine Rahim
Azzedine Rahim (ur. 31 marca 1972 w Algierze) – algierski piłkarz występujący na pozycji napastnika.

## Kariera klubowa
W swojej karierze Rahim występował w zespołach USM Algier, CS Constantine, JSM Bejaïa, CA Batna, ES Sétif oraz CA Bordj Bou Arreridj. Wraz z USM Algier zdobył mistrzostwo Algierii (1996), a także dwa razy Puchar Algierii (1997, 1999).

## Kariera reprezentacyjna
W latach 1995–1996 w reprezentacji Algierii Rahim rozegrał 6 spotkań. W 1996 roku został powołany do kadry na Puchar Narodów Afryki. Nie wystąpił jednak na nim w żadnym meczu, a Algieria zakończyła turniej na ćwierćfinale.